# شهرستان کرول (آرکانزاس)
شهرستان کرول، آرکانزاس (به انگلیسی: Carroll County, Arkansas) شهرستانی در ایالات متحده آمریکا است که در آرکانزاس واقع شده‌است.

## خصوصیات
شهرستان کرول ۱٬۶۵۵٫۰۱ کیلومترمربع مساحت دارد.